# The Rainbows
The Rainbows was een Duitse beatband uit West-Berlijn uit de jaren 1960.

## Bezetting vanaf 1965 en mutaties
- Hartmut Münster (geb. 1944, zang, gitaar)
- Rolf Schröder (geb. 1944, zang, gitaar)
- Heinz-Dieter Heinze (geb. 1943, drums)
- Horst Lippok (geb. 1941, bas)
- Gerhard (Hardy) Glöckner (geb. 1945, zang, bas)
- Udo Lombard (geb. 1945, drums, percussie)

In 1966/1967 verving de toenmalige bassist van de band The Shads Gerhard Glöckner vanuit Londen Horst Lippok. De band kwam door de invloed van de muzikanten Lombard en Glöckner tot een nieuwe grondbeat, die bij de fans aankwam. In 1971 verlieten Rolf Schröder en Hardy Glöckner de band definitief.
Aan het begin van de jaren 1980 speelden The Rainbows nog een keer met een nieuwe bezetting. Bij de oprichtingsleden Hartmut Münster en Hans Dieter Heinze kwamen drie verdere muzikanten uit het Berlijnse circuit, Burkhard Hamburger, Rudolf Fischer en Darko Presicek.

## Geschiedenis
The Rainbows bereikten in 1965 met Balla Balla de 3e plaats van de wekelijkse Duitse single hitlijst en de 16e plaats in de jaarlijkse indeling. In 1966 kreeg de band naar aanleiding van hun toenmalige populariteit in Duitsland de bronzen Bravo Otto van het jeugdtijdschrift BRAVO.

## Discografie

### Singles
- 1965: Balla Balla / Ju Ju hand
- 1966: Kommando Pimperle / Don't Cry
- ####: Ich weine dir nicht nach / A walk to Paris
- ####: Rotkarierte Petersilie / Tubon

### Albums
- 1966: The Rainbows (Tracklijst: 1. Beautiful Delilah, 2. Too Much Monkey Business, 3. Donna, 4. Walking The Dog, 5. I'll Not Be With You, 6. Sweet Little Sixteen, 7. Balla Balla, 8. Bald Headed Woman, 9. Carol, 10. Bad, Bad Baby, 11. Mr. Milkman, 12. You Must've Seen, 13. I Sure Know A Lot About Love, 14. Four Boys In Music)
- ####: Four boys in music met hun grootste hit Balla Balla